# El corto vuelo del gallo
El corto vuelo del gallo es una obra de teatro de Jaime Salom, estrenada en 1980.

## Argumento
La obra recrea los últimos años de Nicolás Franco, padre de Francisco Franco, entre 1939 y 1942, así como sus relaciones con el entorno familiar en el momento de acceso al poder del dictador.

## Estreno
- Teatro Espronceda, Madrid, 18 de septiembre de 1980.
  - Dirección escénica: Manuel Manzaneque.
  - Escenografía: Wolfgang Burmann.
  - Intérpretes: Gemma Cuervo, María Luisa Merlo (sustituida luego por Queta Claver), Andrés Mejuto, Ramón Pons, Antonio Durán, José Caride, Pilar Barrera y Amparo Larrañaga.